# Газовое оружие
Газовое оружие - разновидность нелетального химического оружия, использующее раздражающие вещества с целью временного выведения противника из строя.
Может использоваться войсками, иными военизированными и полицейскими структурами, частными охранными структурами, а также гражданскими лицами.

## История

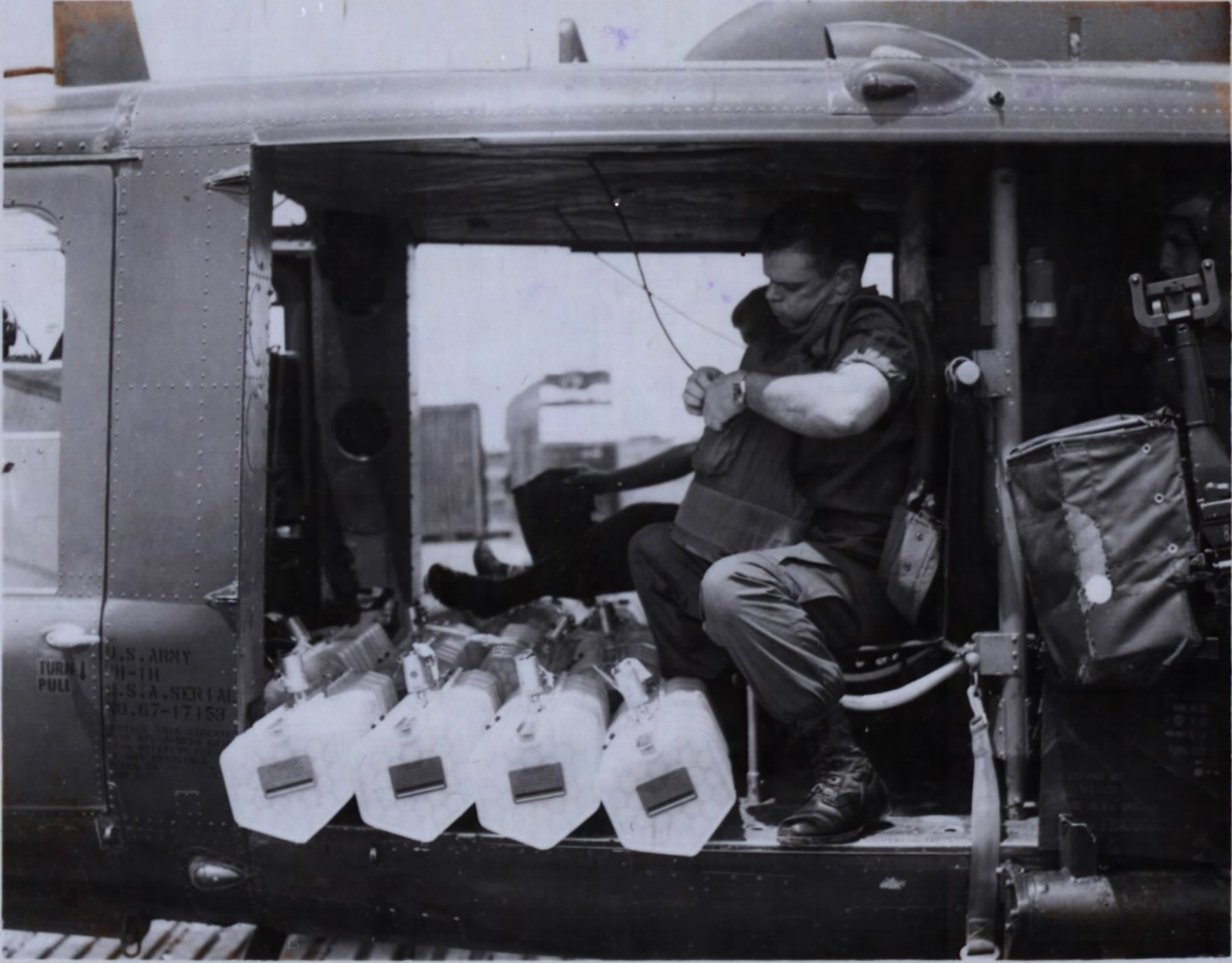
механический распылитель и канистры с газом CS, установленные на вертолёте UH-1 армейской авиации США (6 января 1969)

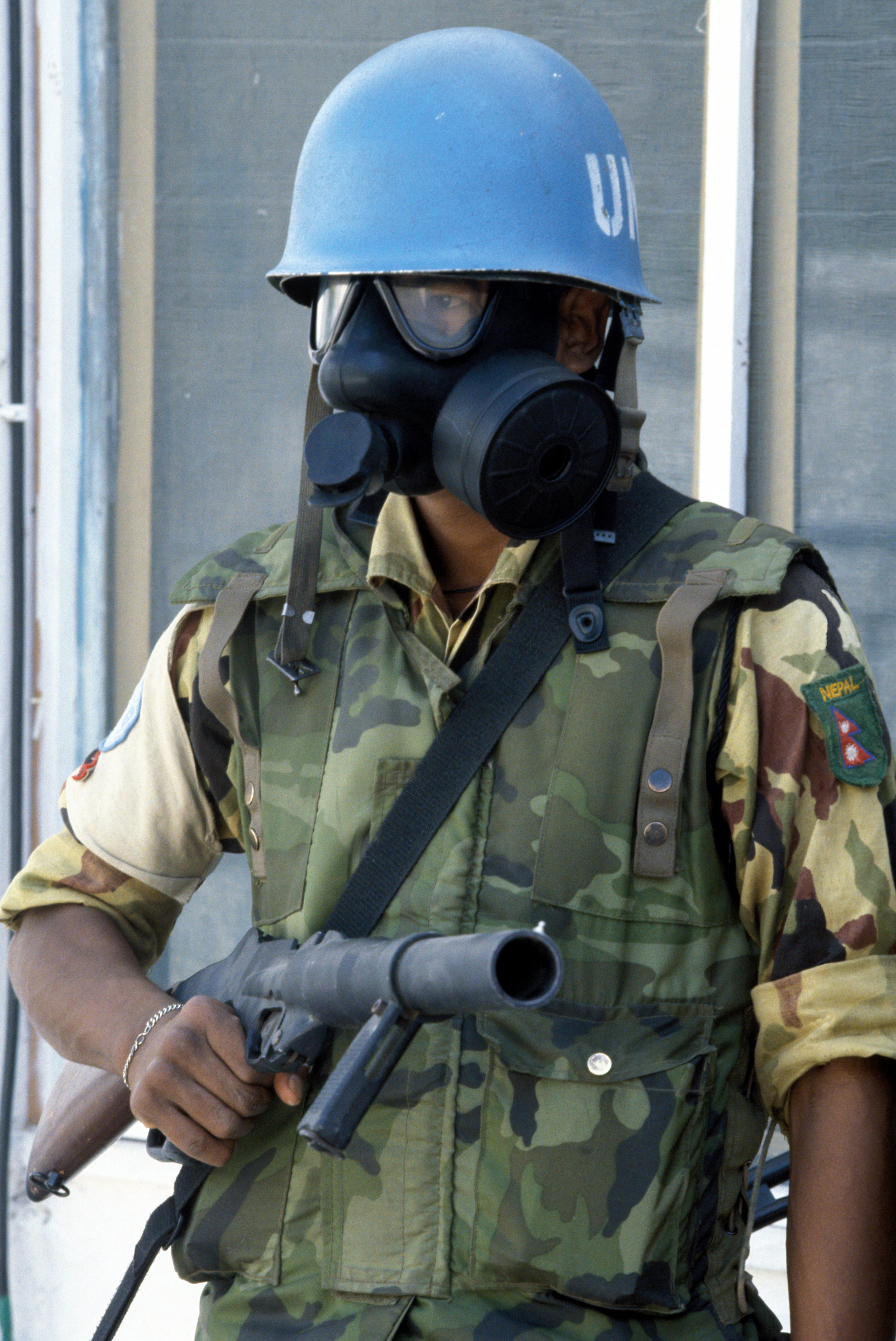
военнослужащий Непала из состава подразделения быстрого реагирования миротворческих сил ООН с 37-мм гранатомётом (29 декабря 1993)

Патент на идею "механического распылителя ирританта" был выдан в феврале 1924 года и в дальнейшем стал собственностью американской компании "Federal Laboratories Inc.".
В утверждённом 24 апреля 1952 года перечне средств, применяемых армией США для подавлении массовых беспорядков были включены ручные гранаты, снаряженные ирритантами: ручная химическая граната М7А1 (снаряженная слезоточивым газом CN), ручная химическая граната М6 (снаряженная CN-DM) и ручная химическая граната М25А1 (снаряженная порошком CN).
Применение слезоточивого газа для разгона протестующих имело место уже в 1960е годы. Так, 30 сентября 1962 года в ходе беспорядков в университете Миссисипи в городе Оксфорд (штат Миссисипи) против начавших бросать камни, кирпичи и другие подручные предметы в маршалов США студентов применили слезоточивый газ, однако разогнать протестующих и полностью подавить беспорядки получилось лишь после того, как на место событий прибыли военнослужащие военной полиции США.
В ходе войны во Вьетнаме войска США израсходовали 3 тыс. тонн боеприпасов со слезоточивым газом CS (последние канистры со слезоточивым газом морские пехотинцы из подразделения охраны посольства США в Сайгоне израсходовали 30 апреля 1975 года во время эвакуации посольства), по результатам их применения была разработана новая ручная граната XM-54 с газом CS.
В это же время имели место случаи применения такого оружия войсками США на территории Камбоджи - только в период до 2012 года в ходе разминирования местности на территории Камбоджи были найдены 58 боеприпасов США времён войны во Вьетнаме (ручные гранаты, артиллерийские снаряды и др.), снаряженные CS и CN. В следующие годы было обнаружено дополнительное количество химического оружия США (в том числе, две невзорвавшиеся 500-фунтовые авиабомбы типа Mk.82 ВВС США, снаряженные CS). После того, как США отказались оказать помощь в утилизации обнаруженных боеприпасов, власти Камбоджи опубликовали фото- и видеоматериалы этих боеприпасов, мест их обнаружения и пострадавших от утечки CS крестьян. Специальная комиссия ОЗХО подтвердила, что найденные боеприпасы принадлежали США.
Весной 1965 года фирма "Tear gas devices" из города Стамфорд (штат Коннектикут) разработала и предложила механический распылитель слезоточивого газа в качестве средства защиты стационарных объектов. Их предлагалось устанавливать в банках и ювелирных магазинах внутри комнат, сейфов или металлических несгораемых шкафов, в которых хранились деньги, ювелирные изделия и другие ценности. Однако эти устройства имели ряд недостатков - они были тяжёлыми и громоздкими (их установка уменьшала полезный объём хранилищ ценностей) и для срабатывания они должны были быть подключены к электросети здания или аккумулятору. По результатам испытаний двух опытных образцов было установлено, что такие устройства могут использоваться в качестве средства защиты от ограблений и краж со взломом, но область их применения ограничена, так как есть риск, что они могут сработать в результате неосторожных или ошибочных действий персонала.
В 1968 году слезоточивый газ в аэрозольных баллончиках начали получать полицейские США из подразделений, участвовавших в разгоне митингов, демонстраций и других массовых выступлений населения (уже при подавлении уличных беспорядков 23-29 августа 1968 года в Чикаго их использовали сотрудники полицейского департамента Чикаго). Баллон со слезоточивым газом размещали в дополнительном креплении на поясном ремне.
В Великобритании первый случай применения слезоточивого газа имел место 12 августа 1969 года (королевская полиция Ольстера применила газ CS во время массовых беспорядков в Лондондерри). В дальнейшем, использование газа CS продолжалось. Позднее было освоено производство газа CR (разрешение на использование которого в Северной Ирландии было дано в 1973 году, 16 октября 1974 года газ CR был применён в районе Белфаста). Приобретение, владение и использование газового оружия гражданским лицам в Великобритании законодательно запрещено.
В дальнейшем слезоточивый газ начали применять в ЮАР.
В начале 1973 года частная фирма в США начала рекламировать распылители слезоточивого газа, замаскированные под зонты.
Использование слезоточивого газа полицией Западной Германии было отмечено уже в 1974 году. В середине 1970-х годов полицией ФРГ стали использоваться «газовые дубинки» со слезоточивым газом и дальностью действия около 10 метров. Первые газовые пистолеты получили распространение к концу 1970-х годов.
В Чили после организованного при поддержке США захвата власти хунтой генерала Пиночета в сентябре 1973 года была установлена военная диктатура, в США начались закупки вооружения и полицейского снаряжения. Снаряженные слезоточивым газом боеприпасы поступили на вооружение специальных подразделений чилийской полиции. В июле 1986 года слезоточивый газ применили для разгона протестующих студентов в университете Сантьяго, в дальнейшем использование слезоточивого газа было продолжено.
После начала палестинской интифады слезоточивый газ начали применять силовые структуры Израиля (уже 24 июля 1989 года солдаты ЦАХАЛ применили гранаты со слезоточивым газом в районе города Рамаллах на Западном берегу реки Иордан).
В Панаме после вторжения США в декабре 1989 года армия, полиция и все остальные вооружённые формирования в стране были разоружены, расформированы и прекратили своё существование. Также войска США изымали оружие и боеприпасы у населения страны. В дальнейшем, началось уничтожение изъятого оружия. 27 мая 2011 года был принят закон о оружии, в соответствии с которым населению страны разрешено владение неавтоматическим огнестрельным оружием, однако владение устройствами, снаряженными нервно-паралитическими, удушающими, ядовитыми, а также слезоточивыми и вызывающими рвоту газами законодательно запрещено.

## Классификация
Известны различные версии газового оружия и боеприпасов к нему
- крупнокалиберные боеприпасы раздельного заряжания — предназначены для отстрела холостым патроном из винтовочных гранатомётов и специальных насадок на стволе оружия[26].
- унитарные крупнокалиберные боеприпасы — выпускаются в нескольких калибрах, предназначены для отстрела из ручных гранатомётов:

- 37-мм патроны — были разработаны в конце 1960-х годов в Великобритании на основе гильзы патрона для 37-мм сигнального пистолета. Применяются для отстрела из 37-мм ручных газовых гранатомётов и 37-мм подствольных гранатомётов;
- 40×46 мм выстрелы — первые варианты были разработаны в США для отстрела из ручного стрелкового гранатомёта M-79 и подствольного гранатомёта M203.
- 50-мм выстрелы — разработаны в конце 1980-х годов в СССР, применяются в ручном гранатомёте РГС-50.

- ружейные патроны — разработаны для отстрела из гладкоствольных ружей:[26]

- ружейные патроны .12 калибра — с жидким или порошкообразным наполнителем, используются полицией в большинстве стран мира. Эффективная дальность стрельбы составляет до 75 метров;
- 23×81 мм — советский патрон, разработан в середине 1980-х годов для карабина КС-23;

- ручные гранаты с ирритантом[1] (первые образцы представляли собой конструктивный аналог дымовой гранаты, снаряженный слезоточивым газом)[28]
- ствольное газовое оружие (газовые пистолеты, револьверы или иные стреляющие устройства)[4] - как правило, использующие боеприпасы, не взаимозаменяемые с боевыми патронами для огнестрельного оружия;
- механические распылители[4];
- газовый баллончик — аэрозольный распылитель[4], имеющий небольшой радиус действия, эффективность зависит от ветра. В большинстве стран не требует лицензии или регистрации.

Применение газового оружия в небольшом помещении (например, в лифте) может привести к самопоражению.